# ハインリッヒ・ローラー
ハインリッヒ・ローラー（Heinrich Rohrer、 1933年6月6日 - 2013年5月16日）はスイス人の物理学者。ゲルト・ビーニッヒをスカウトして共に走査型トンネル電子顕微鏡の開発に取り組み、その業績からビーニッヒと共に1986年にノーベル物理学賞を受賞した。

## 生涯
1933年、スイスのザンクト・ガレン州で双子の姉の30分後に生まれた。1949年にチューリッヒに転居するまで、気ままな田舎暮らしの少年時代を楽しんだ。1951年にチューリッヒ工科大学（ETH）に入学し、ヴォルフガング・パウリの下で物理学の研究を行った。彼の博士課程での研究はヨルゲン・リッケ・オルセンによって始められたプロジェクトの一環で、磁場によって誘起された転移に伴う超伝導体の長さの変化の測定についてだった。彼の行う測定は振動に非常に敏感であるため、街が寝静まった夜中に実験を行わなければならなくなった。
途中でスイスの山岳歩兵隊に従軍したため、研究を中断している。1961年にはローズ・マリー・エッガーと結婚してアメリカ合衆国へ新婚旅行に行き、ニュージャージー州のラトガース大学で行われていた熱伝導性金属の研究に博士研究員として2年間従事した。
1963年にIBMに入社し、スイスのリュシリコンでアンブロス・スパイザーの下で研究を行った。最初の数年はパルス磁場中での磁気抵抗性である近藤系物質の研究を行なった。その後、磁気位相図の研究を行うようになり、臨界現象に取り組んだ。
1974年はサバティカル制度を利用し、カリフォルニア州サンタバーバラのカリフォルニア大学のアラン・キングの研究室で核磁気共鳴の研究をした。
2013年5月16日、スイスの自宅で死去。79歳没。

## 受賞歴
- 1984年 - キング・ファイサル国際賞科学部門、EPS欧州物理学賞
- 1986年 - ノーベル物理学賞
- 1987年 - エリオット・クレッソン・メダル